# Macrobiotus pseudoliviae
Macrobiotus pseudoliviae är en djurart som tillhör fylumet trögkrypare, och som beskrevs av Giovanni Pilato och Maria Grazia Binda 1996. Macrobiotus pseudoliviae ingår i släktet Macrobiotus och familjen Macrobiotidae. Inga underarter finns listade i Catalogue of Life.